# Tresorit
Tresorit est un service de stockage et de partage de fichiers en ligne basé en Suisse et en Hongrie. Il met l’accent sur la sécurité renforcée par le chiffrement des données pour les entreprises. La version Business offre jusqu'à 1 To de stockage par utilisateur ainsi que des fonctionnalités de sécurité supplémentaires. Il a la particularité de chiffrer les fichiers avant stockage, propose la gestion des droits numériques (DRM) et un accès en deux étapes. Les fichiers sont consultables depuis l'Internet via une application installée sur le poste client et sur différents supports mobiles (Windows, Mac, Android, Windows Phone, iOS et Linux). Ce qui en fait un système sécurisé,. Tresorit est considéré comme offrant un service plus sûr que Dropbox,.

## Historique
Tresorit a été fondée en 2011 par les programmeurs hongrois Istvan Lam (directeur général) et Szilveszter Szebeni (directeur technique) et Gyorgyo Szilagyi (CPO).
En août 2015, Wuala, un pionnier du stockage dans le cloud a annoncé la fin de ses services et a recommandé à ses utilisateurs de choisir Tresorit comme alternative,.
À l'été 2016, Tresorit offre une version française,.

### Reconnaissance et Récompenses
Tresorit a reçu un certain nombre de nominations et récompenses.
2012 : Up-Cloud Reward a nommé Tresorit parmi le top 5 Cloud Security Solutions pour 2012,.
2013 : Tresorit participe à la conférence LeWeb'13 (créé par l'entrepreneur Loic Le Meur) et est sélectionné parmi les 16 start-up en demi-finales  pour clore l’événement parisien.
2014 : Tresorit reçoit le Hungarian Cloud Award.
2016 : Forbes liste Istvan Lam, DG et cofondateur de Tresorit dans la Liste européenne des 30 under 30.

## Caractéristiques techniques
Tresorit chiffre les fichiers via AES-256 avant de les envoyer sur les serveurs de l'entreprise. L'utilisation de cet algorithme le différencie de ses compétiteurs.
Grâce au chiffrement de bout en bout, les utilisateurs peuvent collaborer en partageant, avec autrui, des fichiers et dossiers protégés (les dossiers sont appelés trésors). Les données chiffrées et sécurisées sont ensuite accessibles depuis n'importe quel poste connecté à Internet via une application à installer sur le poste client. L'utilisation du protocole du Zero Knowledge confirme que ce système met en avant le chiffrement et la protection des données (Tresorit n'a pas accès aux données et aux identifiants des utilisateurs),,,.

## Concours de piratage
En 2013 et 2014, Tresorit a organisé une compétition offrant la somme de 10 000 $ aux hackers réussissant à pirater leurs serveurs. Après plusieurs mois, la récompense atteint les 25 000 $ et ensuite les 50 000 $, afin d'attirer les meilleurs hackers des institutions, telles que Harvard, Stanford et du MIT. Personne n'a encore réussi à pirater Tresorit.

## Alternatives
- Amazon cloud Drive
- Box.com
- Cubby
- Dropbox
- Eurofiles
- Google Drive
- hubiC
- kDrive
- iCloud
- kDrive
- Infinit
- Mega
- Oodrive
- OwnCloud
- Seacloud
- Shared
- Microsoft OneDrive
- SpiderOak
- SugarSync / Sucre Sync
- Syncplicity